# Lijst van Stolpersteine in Velsen

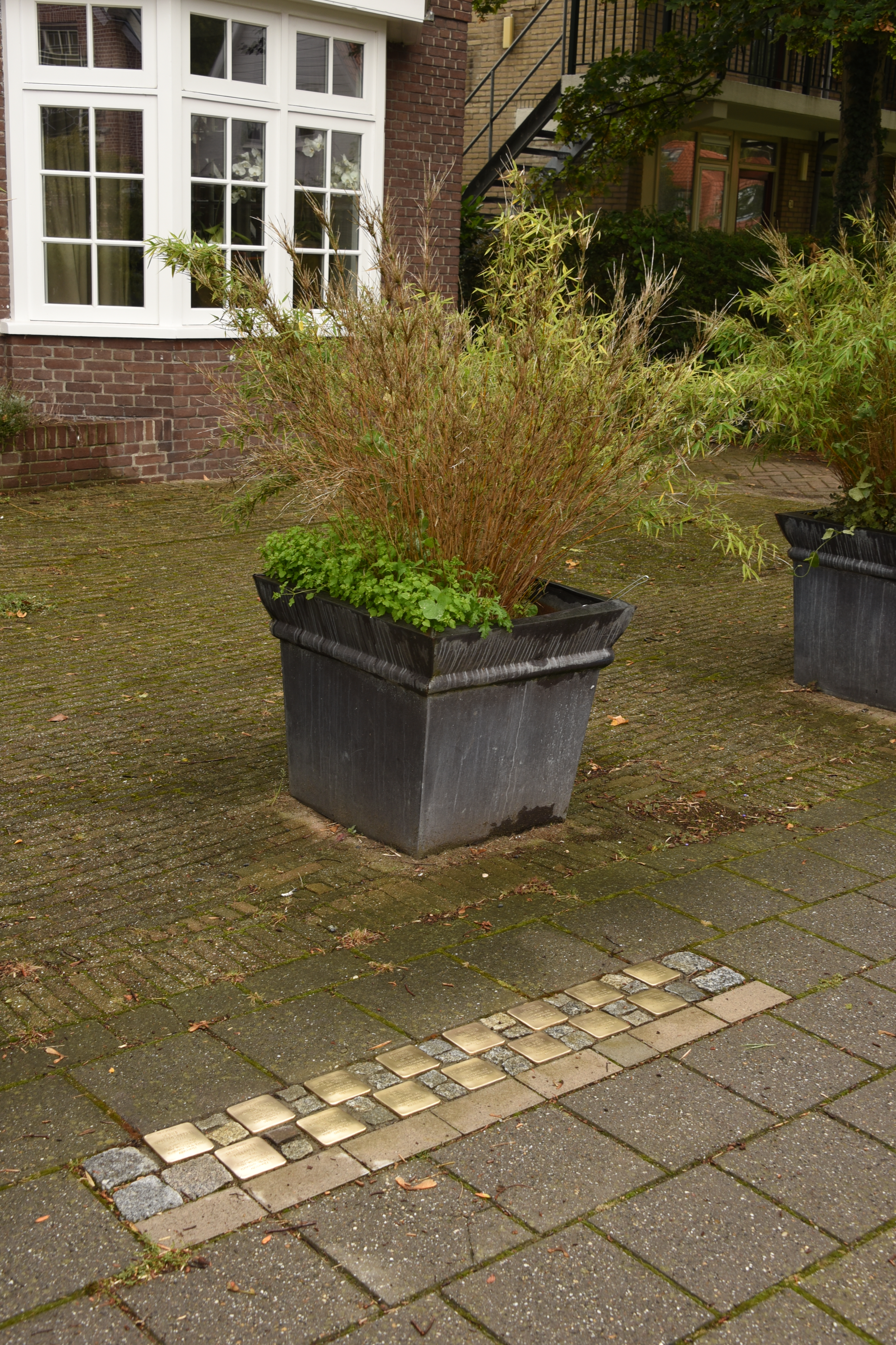
Stolpersteine voor vijftien meisjes bij Huize Dina aan de Duinlustparkweg in Santpoort-Zuid

De lijst van Stolpersteine in Velsen geeft een overzicht van de gedenkstenen die in de gemeente Velsen in de Nederlandse provincie Noord-Holland zijn geplaatst in het kader van het Stolpersteine-project van de Duitse beeldhouwer-kunstenaar Gunter Demnig.
Stolpersteine zijn opgedragen aan slachtoffers van het nationaalsocialisme, al diegenen die zijn vervolgd, gedeporteerd, vermoord, gedwongen te emigreren of tot zelfmoord gedreven door het nazi-regime. Demnig legt voor elk slachtoffer een aparte steen, meestal voor de laatste zelfgekozen woning.
Omdat het Stolpersteine-project doorloopt, kan deze lijst onvolledig zijn.

## Stolpersteine
In de gemeente Velsen liggen 36 Stolpersteine: een in Driehuis, zeventien in IJmuiden, vijftien in Santpoort-Zuid en drie in Velsen-Noord.

### Driehuis
In Driehuis ligt een Stolperstein.
| Afbeelding | Inscriptie | Adres                | Herdachte persoon            |
| ---------- | --- | -------------------- | ---------------------------- |
|            | HIER WOONDE JACQUES DE KLIJN GEB. 1924 GEDWONGEN VERHUISD 1942 AMSTERDAM GEDEPORTEERD 24-5-1943 UIT WESTERBORK VERMOORD 28-5-1943 SOBIBOR | Driehuizerkerkweg 53 | Jacques de Klijn (1924-1943) |

### IJmuiden
In IJmuiden liggen zeventien Stolpersteine op zeven adressen.
| Afbeelding | Inscriptie | Adres                   | Herdachte persoon                       |
| ---------- | --- | ----------------------- | --------------------------------------- |
|            | HIER WOONDE EN WERKTE JOHANNA DE HAAS- KROONENBERG GEB. 1874 GEDWONGEN VERHUISD 1942 AMSTERDAM GEDEPORTEERD 9-2-1943 UIT WESTERBORK VERMOORD 12-2-1943 AUSCHWITZ                 | Huijgensstraat 15       | Johanna de Haas-Kroonenberg (1874-1943) |
|            | HIER WOONDE HENRI HAMBURGER GEB. 1918 GEDWONGEN VERHUISD 1942 AMSTERDAM GEDEPORTEERD 3-9-1944 UIT WESTERBORK STUTTHOF VERMOORD 19-1-1945 HAILFINGEN-TAILFINGEN                   | Huygensstraat 10        | Henri Hamburger (1918-1945)             |
|            | HIER WOONDE JUDITH HAMBURGER GEB. 1907 GEDEPORTEERD 3-9-1944 UIT WESTERBORK VERMOORD 6-9-1944 AUSCHWITZ                                                                          | Huygensstraat 10        | Judith Hamburger (1907-1944)            |
|            | HIER WOONDE SALOMON HAMBURGER GEB. 1877 GEDWONGEN VERHUISD 1942 AMSTERDAM GEDEPORTEERD 1-6-1943 UIT WESTERBORK VERMOORD 4-6-1943 SOBIBOR                                         | Huygensstraat 10        | Salomon Hamburger (1877-1943)           |
|            | HIER WOONDE ALIDA HAMBURGER-BARTELS GEB. 1883 GEDWONGEN VERHUISD 1942 AMSTERDAM GEDEPORTEERD 1-6-1943 UIT WESTERBORK VERMOORD 4-6-1943 SOBIBOR                                   | Huygensstraat 10        | Alida Hamburger-Bartels (1883-1943)     |
|            | HIER WOONDE EN WERKTE MEIJER KROONENBERG GEB. 1875 GEDWONGEN VERHUISD 1942 AMSTERDAM GEDEPORTEERD 14-9-1943 UIT WESTERBORK THERESIENSTADT VERMOORD 30-10-1944 AUSCHWITZ          | Kanaalstraat 60         | Meijer Kroonenberg (1875-1944)          |
|            | HIER WOONDE EN WERKTE SAMSON KROONENBERG GEB. 1891 GEDWONGEN VERHUISD 1942 AMSTERDAM GEÏNTERNEERD 15-5-1944 WERKKAMP HAVELTE BEZWEKEN 24-4-1945 AMSTERDAM                        | Prins Hendrikstraat 132 | Samson Kroonenberg (1891-1945)          |
|            | HIER WOONDE EN WERKTE JOHANNA KROONENBERG- BLAZER GEB. 1880 GEDWONGEN VERHUISD 1942 AMSTERDAM GEDEPORTEERD 14-9-1943 UIT WESTERBORK THERESIENSTADT VERMOORD 30-10-1944 AUSCHWITZ | Kanaalstraat 60         | Johanna Kroonenberg-Blazer (1880-1944)  |
|            | HIER WOONDE LOUIS ZWALF GEB. 1889 GEDWONGEN VERHUISD 1942 AMSTERDAM GEDEPORTEERD 18-1-1942 UIT AMERSFOORT GEDEPORTEERD 23-1-1943 UIT WESTERBORK VERMOORD 26-1-1943 AUSCHWITZ     | Zeeweg 80               | Louis Zwalf (1889-1943)                 |

### Santpoort-Zuid
In Santpoort-Zuid liggen vijftien Stolpersteine op een adres.
| Afbeelding | Inscriptie                                                                                                | Adres                           | Herdachte persoon                 |
| ---------- | --- | ------------------------------- | --------------------------------- |
|            | HIER WOONDE REINTJE VAN AMERONGEN GEB. 1921 GEDEPORTEERD 1942 UIT WESTERBORK VERMOORD 24.9.1942 AUSCHWITZ | Duinlustparkweg 96 (was nr. 60) | Reintje van Amerongen (1921-1942) |
|            | HIER WOONDE SARA VAN AMERONGEN GEB. 1923 GEDEPORTEERD 1943 UIT WESTERBORK VERMOORD 5.3.1943 SOBIBOR       | Duinlustparkweg 96 (was nr. 60) | Sara van Amerongen (1923-1943)    |
|            | HIER WOONDE ANTJE BILDERBEEK GEB. 1923 GEDEPORTEERD 1943 UIT WESTERBORK VERMOORD 5.3.1943 SOBIBOR         | Duinlustparkweg 96 (was nr. 60) | Antje Bilderbeek (1923-1943)      |
|            | HIER WOONDE SCHOONTJE BRILLEMAN GEB. 1922 GEDEPORTEERD 1943 UIT WESTERBORK VERMOORD 5.3.1943 SOBIBOR      | Duinlustparkweg 96 (was nr. 60) | Schoontje Brilleman (1922-1943)   |
|            | HIER WOONDE MINA ENGERS GEB. 1926 GEDEPORTEERD 1943 UIT WESTERBORK VERMOORD 16.4.1943 SOBIBOR             | Duinlustparkweg 96 (was nr. 60) | Mina Engers (1926-1943)           |
|            | HIER WOONDE KAATJE GOKKES GEB. 1925 GEDEPORTEERD 1943 UIT WESTERBORK VERMOORD 5.3.1943 SOBIBOR            | Duinlustparkweg 96 (was nr. 60) | Kaatje Gokkes (1925-1943)         |
|            | HIER WOONDE SOPHIA GUDEMA GEB. 1926 GEDEPORTEERD 1943 UIT WESTERBORK VERMOORD 14.5.1943 SOBIBOR           | Duinlustparkweg 96 (was nr. 60) | Sophia Gudema (1926-1943)         |
|            | HIER WOONDE SAARTJE KNAP GEB. 1926 GEDEPORTEERD 1943 UIT WESTERBORK VERMOORD 5.3.1943 SOBIBOR             | Duinlustparkweg 96 (was nr. 60) | Saartje Knap (1926-1943)          |
|            | HIER WOONDE RUTH RACHEL LEHRMANN GEB. 1925 GEDEPORTEERD 1942 UIT WESTERBORK VERMOORD 30.9.1942 AUSCHWITZ  | Duinlustparkweg 96 (was nr. 60) | Ruth Rachel Lehrmann (1925-1942)  |
|            | HIER WOONDE HENNY MONASCH GEB. 1923 GEDEPORTEERD 1943 UIT WESTERBORK VERMOORD 9.7.1943 SOBIBOR            | Duinlustparkweg 96 (was nr. 60) | Henny Monasch (1923-1943)         |
|            | HIER WOONDE MIETJE MUG GEB. 1923 GEDEPORTEERD 1942 UIT WESTERBORK VERMOORD 24.9.1942 AUSCHWITZ            | Duinlustparkweg 96 (was nr. 60) | Mietje Mug (1923-1942)            |
|            | HIER WOONDE CATHARINA PARSER GEB. 1927 GEDEPORTEERD 1943 UIT WESTERBORK VERMOORD 2.4.1943 SOBIBOR         | Duinlustparkweg 96 (was nr. 60) | Catharina Parser (1927-1943)      |
|            | HIER WOONDE SCHOONTJE VAN SISTER GEB. 1924 GEDEPORTEERD 1943 UIT WESTERBORK VERMOORD 5.3.1943 SOBIBOR     | Duinlustparkweg 96 (was nr. 60) | Schoontje van Sister (1924-1943)  |
|            | HIER WOONDE GISELA SPICKER GEB. 1926 GEDEPORTEERD 1943 UIT WESTERBORK VERMOORD 5.3.1943 SOBIBOR           | Duinlustparkweg 96 (was nr. 60) | Gisela Spicker (1926-1943)        |
|            | HIER WOONDE KLARA VIERRA GEB. 1923 GEDEPORTEERD 1943 UIT WESTERBORK VERMOORD 5.3.1943 SOBIBOR             | Duinlustparkweg 96 (was nr. 60) | Klara Vierra (1923-1943)          |

### Velsen-Noord
In Velsen-Noord liggen drie Stolpersteine op twee adressen.
| Afbeelding         | Inscriptie | Adres                         | Herdachte persoon                       |
| ------------------ | --- | ----------------------------- | --------------------------------------- |
|                    | OP WIJKERSTRAATWEG 42 WOONDE DIRK GROEN GEB. 1923 WEGGEVOERD RAZZIA 16-4-1944 KAMP AMERSFOORT OMGEKOMEN 1-11-1944 OBHAUSEN / SCHAFSTÄDT | 16 April 1944 Pad-Corverslaan | Dirk Groen (1923-1944)                  |
| Niet meer aanwezig | HIER WOONDE JOHANNES HENDRIKUS RIETVELD GEB. 1919 WEGGEVOERD RAZZIA 16.4.1944 KAMP AMERSFOORT OMGEKOMEN 30.10.1944 ZÖSCHEN              | Banjaertstraat 10             | Johannes Hendrikus Rietveld (1919-1944) |
| Niet meer aanwezig | HIER WOONDE SANDER HENDRIK RIETVELD GEB. 1921 WEGGEVOERD RAZZIA 16.4.1944 KAMP AMERSFOORT OMGEKOMEN 21.11.1944 ZÖSCHEN                  | Banjaertstraat 10             | Sander Hendrik Rietveld (1921-1944)     |

Andere herdenkingsstenen in Velsen-Noord
- Geelvinckstraat 82: Jan Hendrik Hilbers
- Ladderbeekstraat 85: Hendrik Braams
- Rijswijkstraat 29: Job de Groot[36]

## Data van plaatsingen
- 16 april 2014: Velsen-Noord, een Stolperstein op 16 April 1944 Pad / Corverslaan
- 7 oktober 2018: Santpoort-Zuid, vijftien Stolpersteine op Duinlustparkweg 96
- 20 juli 2024: IJmuiden, vier Stolpersteine op Huygensstraat 10
- 5 oktober 2024: IJmuiden, vier Stolpersteine op Huijgensstraat 15, Kanaalstraat 60, Prins Hendrikstraat 132
- 5 april 2025: Driehuis, een Stolperstein op Driehuizerkerkweg 53
- 14 april 2025: IJmuiden, een Stolperstein op Zeeweg 80
- 23 mei 2025: IJmuiden, een Stolperstein op Frogerstraat 46
- 15 juni 2025: IJmuiden, zeven Stolpersteine op Oosterduinplein 72